# Gregorio Baudot
Gregorio Baudot Puente (Colmenar Viejo, Comunidad de Madrid, 14 de marzo de 1884 - Ferrol, La Coruña, Galicia, 4 de noviembre de 1938) fue un director, flautista y compositor español. Realizó sus estudios en el Conservatorio de Madrid siendo uno de sus maestros Tomás Fernández Grajal y logrando las máximas calificaciones, con premios de solfeo, armonía, flauta y composición. Tras titularse el año 1906, inició una carrera como flautista con el Conjunto de Instrumentos de Viento de Bartolomé Pérez Casas, con el que llevará a cabo una gira por América. En 1909 se casa y se presenta a las oposiciones a la plaza de Músico Mayor de la Banda de Música del Segundo Regimiento de Infantería de Marina de Ferrol, de la que tomará posesión al año siguiente, estableciéndose definitivamente en esta ciudad e incorporándose a la vida musical gallega. Recorrió Galicia de arriba abajo recogiendo el folklore de esa región. A pesar de estar afincado en Galicia, Baudot estrenó regularmente en Madrid su producción teatral y el año 1928 acudió a la capital española para dar a conocer Cantuxa una ópera verista ambientada en Galicia. En 1935 finalizó y estrenó la zarzuela Luces de verbena, obra póstuma de su colega y amigo Reveriano Soutullo, fallecido tres años antes.
Entre su producción se encuentran:
- Óperas. Cantuxa (1928)[3] con libreto de Adolfo Torrado. La figlia di Iorio.
- Zarzuelas. La Cruz de Mayo (1909) con libreto de A. Osete Pérez. Aires de la sierra, en colaboración con Conrado del Campo (1909) con libreto de A. Osete Pérez. El gallo Chantecler con libreto de A. Osete Pérez. Mari Lorenza (1930)[3] con libreto de J. Rosales. Luces de verbena (1935) en colaboración con Reveriano Soutullo. La eterna paz con libreto de V. Escohotado. La heredera con libreto de J. A. Torres y Lasso. Lo bello y lo útil. Zoraya.[3]
- Escenas dramáticas. Diana Cacciatricce. Las bodas de Camacho (1905).
- Vocal con orquesta. Aurora (1906). Ojos que le vieron ir (1907). Himno a Concepción Arenal (1911). Himno a los poetas (1913). Missa Solemnis.
- Poemas sinfónicos. El verano (1906). Las odaliscas (1908). Dolora sinfónica (1915). Los caminantes.
- Solista y orquesta. Andante y polonesa para flauta y orquesta.
- Banda de música. Marcha solemne (1912). El tren de la alegría, fantasía (1913). Los Caballeros del Siglos de Oro, fantasía (1919). Noches de amor (1919). Requiem Aeternam, marcha fúnebre (1921). Lugo-Ferrol, pasodoble. Os fillos de Canido, pasodoble (1922). Himno a la Marina (1936) y otras marchas, fantasías, himnos y pasodobles.
- Orquesta de plectros.[6] La rondalla de las Pepitas.
- Canciones, obras de cámara, para piano y religiosas

Fue una persona muy querida en Ferrol, ciudad que dio su nombre a una calle. La Sociedad Artística Ferrolana creó el Concurso de piano Gregorio Baudot.
El 31 de mayo de 2019, con motivo del concierto del Día de las Fuerzas Armadas, la Unidad de Música del Tercio del Norte de Infantería de Marina de Ferrol estrenó la marcha militar sinfónica compuesta por el catedrático y compositor Miguel Brotóns con título Maestro "Gregorio Baudot". Obra musical creada por encargo de la Sociedad Artística Ferrolana con la finalidad de homenajear la memoria del maestro Baudot.